# عیب فنی
عیب فنی  یک خطای کوتاه مدت در سیستم است، مثل یک خطای گذرا که خود به خود اصلاح می شود و عیب یابی آن را مشکل می کند. این اصطلاح به خصوص در صنایع محاسباتی و الکترونیک ، در خم شدن مدار ، و همینطور در بین گیمر بازی های ویدیویی متداول است. در کل ، همه انواع سیستم ها از جمله سازمان های انسانی و طبیعی دچار اشکالاتی هستند.
یک عیب فنی، که جزئی و اکثرا موقتی است، با یک اشکال جدی تر که یک مشکل واقعی که موجب شکستن عملکرد است، فرق می کند .الکس پیشل که برای Arcade Review می‌نویسد، می‌گوید: " اشکال اغلب به‌عنوان توهین‌کننده سنگین‌تر و قابل سرزنش‌تر  می‌شود، در حالی که «عیب فنی» چیزی مرموزتر و ناشناخته‌تر را نشان می‌دهد که توسط ورودی‌های غافلگیرکننده یا مواردی خارج از محدوده کد ایجاد می‌شود 

## ریشه‌شناسی
بعضی از کتاب‌های مرجع، مانند  اسلنگ آمریکایی Random House ، ادعا دارند که این اصطلاح از واژه آلمانی glitschen ("لغزش") و واژه ییدیش گلیتشن ("سر خوردن"، "لغزش") گرفته شده است. به هر حال ، این اصطلاح تقریبا جدید است. اولین بار توسط بنت سرف در قسمت What's My Line در 20 ژوئن 1965 برای مردم آمریکا در بسیاری از جاها به عنوان "یک پیچ خوردگی" تعریف شد. وقتی چیزی در آن پایین [کیپ کندی] دچار مشکل می شود، می گویند یک اشکال جزئی اتفاق اقتاده است. فضانوردجان گلن این اصطلاح را در بخش خودش از کتاب Into Orbit توضیح داد و اینطور نوشت
اصطلاح دیگری که برای تعریف کردن بعضی از مشکلات خود استفاده کردیم ، «عیب فنی» بود. به معنای واقعی کلمه،  عیب فنی یک افزایش یا تغییر ولتاژ در مدار الکتریکی است و زمانی اتفاق می افتد که مدار به طور ناگهانی یک بار جدید روی آن قرار می گیرد. احتمالاً موقع روشن کردن سوئیچ یا روشن کردن خشک کن یا تلویزیون متوجه کم شدن نور در خانه خود شده اید. به طور معمول این تغییرات ولتاژ توسط فیوز محافظت می شوند. با این حال، عیب فنی، تغییر کوچکی در ولتاژ است که هیچ فیوزی نمی تواند در برابر آن محافظت کند.
جان دیلی این واژه را در قسمت 4 ژوئیه 1965 از همان برنامه تعریف کرد و گفت این کلمه ای است که توسط نیروی هوایی در کیپ کندی در فرآیند پرتاب موشک به کار برده می شود، " معنی آن این است که مشکلی پیش آمده و شما متوجه نمی شوید که چیست، پس آن را یک "عیب فنی" می نامید." بعدها، در 23 ژوئیه 1965، مجله تایم احساس نیاز کرد که آن را در مقاله ای تعریف کند: «عیب فنی - کلمه یک فضانورد برای ایرادات اذیت کننده». در مورد ارجاع دادن مجله تایم ، باور بر این است که این اصطلاح در زمان مسابقه فضایی آمریکا در دهه 1950 مورد استفاده رایج قرار گرفت، جایی که از آن برای توصیف ایرادات جزئی در سخت افزار موشک استفاده می شد که تشخیص دقیق آنها سخت بود. 
با توجه به مقاله وال استریت ژورنال که توسط بن زیمر نوشته شده است , کتابدار حقوق ییل فرد شاپیرو اولین کاربرد جدید این کلمه که تا کنون پیدا شده است در تاریخ 19 مه 1940است . این زمانی بود که رمان نویس کاترین براش راجع به عیب فنی در ستون خود "خارج از ذهن من" (همزمان در واشنگتن پست, بوستون گلوب و سایر مقالات) نوشت. براش خاطره رادیویی تونی راندال را تایید کرد:
وقتی گوینده‌های رادیویی در گویندگی کمی اشتباه می‌کنند اسمش را "اشتباه کردن" می گذارند و وقتی اشتباه می کنند اسمش را "عیب فنی" می گذارند و من آن را دوست دارم.
مثال ها دیگری از دنیای رادیو را می توان در دهه 1940 یافت. در 11 آوریل 1943 واشنگتن پست مروری بر کتاب هلن سیوسات در مورد پخش رادیویی، مایک گاز نگیر داشت. بازبین خطایی را تذکر داد و نوشت: "در زبان رادیو ، آیا خانم سیوسات "سرهم بندی کردن"، "اشتباه کردن"، "انفجار" یا "عیب فنی" کشیده است؟ و در کتابی در سال 1948 به اسم جنبه تبلیغاتی و تجاری رادیو ، ند میدگلی توضیح داد که چطور «بخش ترافیک» یک ایستگاه رادیویی مسئول برنامه‌ریزی صحیح آیتم‌ها در یک پخش است. میدلی نوشت: «معمولاً بیشتر "عیب ها ی فنی"، به‌عنوان اشتباهات روی آنتن نامیده می‌شوند که می‌توانند در اشتباه بخش ترافیک ردیابی شوند.
کند و کاو بیشترآشکار می کند که در دهه 1950، عیب فنی باعث انتقال از رادیو به تلویزیون شد. در یک تبلیغ در سال 1953 در مجله Broadcasting ، RCA به خود می بالید که دوربین تلویزیون آنها "دیگر عیب فنی خط برق ac (تداخل نوار افقی) ندارد." و Bell Telephone در شماره 1955 بیلبورد تبلیغی را منتشر کرد که در آن دومتخصص فنی نشان می‌داد که سیگنال‌های تلویزیونی پخش شده در خطوط سیم بل را زیر نظر دارند: "وقتی او با یکی از متخصصان فنی درباره ی "عیب فنی" صحبت می‌کند، منظورش تداخل امواج رادیویی دارای تناوب اندک است که به صورت یک تداخل ظاهر می‌شود. نوار  باریک افقی که به صورت عمودی در تصویر حرکت می کند."
 مقاله‌ای در سال 1959 در اسپانسر ، مجله‌ای تجاری برای تبلیغ‌کنندگان تلویزیون و رادیو، کاربرد فنی دیگری در مقاله ای در مورد ویرایش تبلیغات تلویزیونی با چسباندن نوار دارد . "عیب فنی" اصطلاحی عامیانه برای "لرزش لحظه ای" است که در نقطه ویرایش اتفاق می افتد اگر پالس های همگام دقیقاً در اتصال مطابقت نداشته باشند." همچنین یکی از قدیمی‌ترین ریشه‌شناسی های این کلمه را ارائه می‌کند، و اشاره می‌کند که «عیب فنی» احتمالاً از یک واژه آلمانی یا ییدیش به معنای ریزش، سریدن یا لغزش آمده است.

## ایراد الکترونیکی
عیب فنی الکترونیکی یا خطر منطقی یک انتقال است که پیش از اینکه سیگنال به میزان مطلوب خود برسد، روی یک سیگنال  به خصوص در یک مدار دیجیتال اتفاق می افتد .در کل، این به معنای یک پالس الکتریکی با مدت زمان کوتاه است که اغلب بخاطر شرایط مسابقه بین دو سیگنال به دست آمده از یک منبع مشترک اما با تاخیرهای متفاوت است. در بعضی موارد، مانند یک مدار سنکرون با زمان مناسب، این یک اثر بی ضرر و قابل تحمل می تواند باشد که به طور معمول در یک طراحی رخ می دهد. در زمینه های دیگر، یک عیب فنی می تواند یک نتیجه ناخوشایند از یک اشتباه یا خطای طراحی را نمایش دهد که می تواند یک ایر ایجاد کند. برخی از قطعات الکترونیکی، مثل فلیپ فلاپ ها، توسط یک پالس فعال می شوند که برای عملکرد درست نباید از مینیمم مدت زمان مشخص شده کوتاهتر باشد. ممکن است یک پالس کوتاهتر از مینیمم مشخص شده یک عیب فنی نامیده شود. یک معنا مرتبط، پالس runt است، پالسی است که دامنه آن کوچکتر از مینیمم سطح مشخص شده برای عملکرد صحیح است، و یک اسپایک ، یک پالس کوتاه مانند یک عیب فنی است اما اکثرا به دلیل زنگ زدن یا تداخل ایجاد می شود.

## عیب فنی کامپیوتر
عیب فنی کامپیوتری عبارت است از عدم موفقیت یک سیستم، که اغلب در تکمیل عملکردهای خود یا انجام صحیح آنها حاوی یک دستگاه محاسباتی است.
در اعلامیه های عمومی، عیب فنی برای نشان دادن یک خطای جزئی  که به زودی اصلاح می شود استفاده می شود و از این رو به عنوان تعبیری برای یک اشکال استفاده می شود، که یک بیان واقعی است که خطای برنامه نویسی مقصر عدم موفقیت سیستم است.
اکثرا به خطایی اشاره می کند که در زمان اتفاق افتادنش شناسایی نمی شود اما بعداً در خطاهای داده یا تصمیمات اشتباه انسانی نمایش داده می شود. وضعیت هایی که معمولاً ایرادات رایانه ای نامیده می‌شوند عبارتند از: نرم‌افزار اشتباه نوشته شده ( اشکال‌های نرم‌افزار )، دستورالعمل‌های غلط ارائه‌شده توسط اپراتور ( خطاهای اپراتور ، و در نظر نگرفتن این احتمال نیز ممکن است به عنوان یک اشکال نرم‌افزار تلقی شود)، داده‌های ورودی نامعتبر شناسایی نشده (این ممکن است به عنوان یک خطا نرم افزاری نیز تلقی شود، خطاهای ارتباطی پیدا نشده، ویروس های رایانه ای ، حملات تروجان و سوء استفاده از رایانه (که بعضی مواقع "هک" نامیده می شود).
چنین عیب های فنی می تواند مشکلاتی مانند عملکرد غلط صفحه کلید، خرابی کلید اعداد، غیر عادی بودن های صفحه نمایش (چرخش به چپ، راست یا وارونه)، اختلالات تصادفی برنامه، و ثبت غیرعادی برنامه ایجاد کند.
مثال هایی از عیب های فنی کامپیوتری که باعث اشکال می شوند عبارتند از: خاموش شدن ناگهانی یک کارخانه تصفیه آب در نیو کنعان، 2010،  اختلال در سیستم توزیع به کمک کامپیوتر مورد استفاده پلیس در آستین، که منجر به تماس های 911 پاسخ نداده،  و غیر منتظره می شود. چرخش کمی باعث شد فضاپیمای کاسینی در نوامبر 2010 وارد "حالت امن" شود.  هم چنین عیب های فنی  می تواند هزینه زیادی داشته باشد: در سال 2015، یک بانک نتوانست برای هفته ها نرخ بهره را زیاد کند که موجب بیش از یک میلیون دلار ضرر در روز شد. 

## عیب های فنی بازی ویدیویی

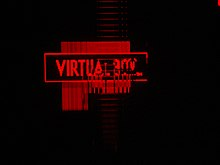
صفحه راه اندازی Virtual Boy تحت تأثیر یک نقص بصری قرار گرفته است

عیب های فنی/اشکال‌ها خطاهای نرم‌افزاری هستند که می‌توانند مشکلات جدی را در کد ایجاد کنند و به طور معمول در حین تولید نرم‌افزار مذکور مورد توجه قرار نمی‌گیرند یا حل نمی‌شوند. این خطاها می توانند نشات گرفته از بازی باشند یا در غیر این صورت تا وقتی که تیم توسعه دهنده/توسعه دهنده آنها را با تکه ها تعمیر کند، مورد سوء استفاده قرار گیرد. نرم افزار پیچیده به ندرت بدون اشکال یا بدون خطا در اولین انتشار است.
عیب های فنی مختلفی وجود دارد که می تواند بر جنبه های متفاوت یک بازی تأثیر بگذارد:
- اشکالات بافت/مدل نوعی باگ یا خطای دیگر است که باعث می‌شود هر مدل یا بافت خاصی تغییر شکل داده یا به‌طور دیگری آنطور که توسعه‌دهندگان در نظر گرفته‌اند به نظر نرسد. Bethesda 's The Elder Scrolls V: Skyrim به دلیل اشکالات بافت و همچنین خطاهای دیگری که بر بسیاری از عناوین محبوب این شرکت تأثیر می گذارد بدنام است.  بسیاری از بازی‌هایی که از فیزیک ragdoll برای مدل‌های شخصیت خود استفاده می‌کنند، می‌توانند چنین اشکالاتی برایشان پیش بیاید.
- اشکالات فیزیکی خطاهایی در موتور فیزیک بازی هستند که باعث می‌شوند یک موجودیت خاص، خواه یک شی فیزیک یا یک شخصیت غیربازیکن باشد، تا حدی ناخواسته جابجا شود. برخلاف بسیاری از خطاها، می توان از این نوع خطاها سوء استفاده کرد. احتمال وقوع یک خطای فیزیکی می‌تواند کاملاً تصادفی یا تصادفی باشد، مانند یک اشکال در راه‌اندازی مجدد Sonic the Hedgehog در سال 2006 که می‌تواند شخصیت بازیکن را در هنگام تماس با یک جعبه خاص به فاصله‌ای قابل توجه پرتاب کند. .
- اشکالات صدا به نحوی از پخش صحیح صداها جلوگیری می کند. این صداها می توانند از صداهایی که زمانی که قرار نیست پخش شوند پخش می شوند یا حتی پخش نمی شوند متفاوت باشد. گاهی اوقات، صدای خاصی حلقه می زند یا در غیر این صورت به پخش کننده این گزینه داده می شود که به طور مداوم صدا را زمانی که در نظر گرفته نشده است پخش کند. اغلب، بازی ها به دلیل داده های خراب که مقادیر از پیش تعریف شده در کد را تغییر می دهند، صداها را به اشتباه پخش می کنند. مثال‌ها عبارتند از، اما محدود به آن، صداهای با تناسب بسیار بالا یا پایین، بی‌صدا بودن یا بیش از حد قابل درک بودن صدا، و همچنین به ندرت حتی پخش به ترتیب معکوس/بازی معکوس.

عیب های فنی ممکن است شامل گرافیک های غلظ نشان داده شده، خطاهای تشخیص برخورد ، توقف/قطع بازی، خطاهای صدا و سایر ایرادات باشد. عیب های فنی گرافیکی به ویژه در بازی‌های پلتفرمینگ بدنام هستند، جایی که بافت‌های ناقص می‌توانند مستقیماً روی گیم‌پلی تأثیر بگذارند (مثلاً با نمایش یک بافت زمینی که در آن کد منطقه ای را می‌نامند که باید به شخصیت خسارت برساند، یا با نشان ندادن بافت دیوار در جایی که باید باشد. ، که باعث ایجاد یک دیوار نامرئی می شود). برخی از ایرادات به طور بالقوه برای داده های ذخیره شده بازی خطرناک هستند، مثل MissingNo. از بازی های پوکمون
" عیب فنی " عملی است که بازیکنان از خطاهای برنامه‌نویسی یک بازی ویدیویی برای رسیدن به وظایفی استفاده می‌کنند که به آنها مزیت ناعادلانه ای در بازی نسبت به NPC یا بقیه بازیکنان می‌دهد، مثل دویدن از میان دیوارها یا سرپیچی از فیزیک بازی. عیب های فنی می‌توانند با دستکاری رسانه بازی، مانند کج کردن کارتریج ROM برای قطع یک یا چند اتصال در امتداد کانکتور لبه و قطع بخشی از جریان داده بین کارتریج و کنسول، در بعضی از کنسول‌های بازی ویدیویی خانگی ایجاد کنند. این می تواند باعث ایرادات گرافیکی، موسیقی یا گیم پلی شود. اما انجام دادن این کار خطر از کار افتادن بازی یا حتی خسارت همیشگی به رسانه بازی را به دنبال دارد. 
استفاده سنگین از عیب های فنی اکثرا در اجرای یک بازی ویدیویی با سرعت زیاد استفاده می شود. یکی از انواع عیب های فنی که اکثرا برای سرعت اجرا مورد استفاده قرار می گیرد ، سرریز پشته است که به آن "سرریز" می گویند. نوع دیگری از عیب های فنی سرعت اجرا، که انجام آن توسط انسان تقریباً غیرممکن است و اکثرا در سرعت‌های به کمک ابزار استفاده می‌شود، اجرای کد دلخواه است که موجب می‌شود یک شی در بازی کاری خارج از عملکرد مورد نظر خود انجام دهد. 
بخشی از روند تضمین کیفیت (همانطور که توسط آزمایش‌کنندگان بازی برای بازی‌های ویدیویی انجام می‌شود) مکان‌یابی و بازتولید عیب های فنی و سپس جمع‌آوری گزارش‌هایی در مورد اشکالات است تا به برنامه‌نویسان بازخورد داده شود تا بتوانند اشکال ها را درست کنند. بعضی از بازی‌ها دارای یک سیستم ابری برای به‌روزرسانی نرم‌افزار هستند که می‌توان از آن برای اصلاح خطاهای کدگذاری و دیگر خطاها در بازی‌ استفاده کرد.
بعضی از بازی‌ها اغلب شامل اثراتی می‌شوند که مثل عیب های فنی به نظر می‌رسند و به‌عنوان وسیله‌ای برای شکستن دیوار چهارم و ترساندن یا ناراحت کردن بازیکن یا در غیر این صورت به عنوان قسمتی از روایت بازی است.  بازی هایی مانند Eternal Darkness و Batman: Arkham Asylum شامل قسمت هایی با اشکالات عمدی است که به نظر می رسد سیستم بازی بازیکن از از کار افتاده است.  رابط Animus در سری Assassin's Creed ، که به شخصیت بازیکن اجازه می دهد تا خاطرات اجداد را با وجود میراث عمومی خود تجربه کند،  گهگاهی شامل عیب های فنی است تا این فکر را تقویت کند که بازی آن چیزی است که شخصیت بازیکن از طریق کامپیوتر آن را می بیند . سیستم کمکی  Five Nights at Freddys: Help Wanted برای تلفن همراه دارای «عیب های فنی» است که برای باز کردن قفل یک بازی کوچک باید روی آن ضربه بزنید.
عیب های فنی را در اسباب بازی های الکترونیکی نیز می توان پیدا کرد. برای مثال، در سال 2013، Hasbro بازی ای به نام Bop It Beats منتشر کرد.  توسط چندین بازیکن کشف شد که حالت‌های DJ Expert و Lights Only دارای یک ایراد هست که به بازیکنان پس از رسیدن به یک الگوی با شش عمل و انجام موفقیت‌آمیز آن‌ها، صدای باخت می‌دهد. حالت‌های دشوار تر دی‌جی را می‌توان در حالت مهمانی کامل کرد، به شرطی که روی چند الگوی آخر یک "Pass It" موجود باشد. Hasbro در مورد این عیب فنی مطلع شد، اما چون که پس از ساخت پیدا شد، آن ها دیگر قادر نیستند واحدهای موجود را به روز کنند یا ارتقا دهند. نسخه‌های خارجی بازی، با این حال، با این عیب فنی از قبل وصله شده ارسال شدند.
عیب های فنی در بازی ها را نباید با اکسپلویت ها اشتباه گرفت. با وجود اینکه هر دوی آن ها اقدامات غیر عمدی ای را انجام می دهند، اکسپلویت یک خطای برنامه نویسی نیست، بلکه در عوض یک نادیده گرفتن توسط توسعه دهندگان است. (مثلاً پریدن خرگوش ، له کردن به طور مکرر یک دکمه پرش برای دور زدن محدودیت‌های حرکتی در راه‌اندازی دوباره Sonic the Hedgehog در سال 2006 یا استفاده از حریفان در طول تاخیر در بازی‌های چند نفره آنلاین است )

## عیب فنی تلویزیون
در پخش، یک سیگنال دارای عیب فنی ممکن است به شکل خط های ناهموار روی صفحه، مربع های نامناسب، جلوه های ثابت، مشکلات انجماد، یا رنگ های معکوس دچار اشکال شود. عیب های فنی ممکن است بر ویدیو و/یا صدا (اکثراً حذف صدا) یا انتقال اثر بگذارد. این اشکالات ممکن است بخاطر مسائل مختلف، تداخل وسیله های الکترونیکی قابل حمل یا مایکروویو، کابل های مختل شده در مرکز پخش، یا آب و هوا ایجاد شوند.

## در فرهنگ عامه
آثار متعدد فرهنگ با عیب های فنی سروکار دارند کسانی که کلمه "عیب فنی " یا مشتقات خود را دارند در قطعی (ابهامزدایی).
- کتاب غیرداستانی CB Bible (1976) شامل اشکال در واژه نامه عامیانه رادیویی باند شهروندان است که آن را به عنوان "یک نقص فنی غیرقابل تعریف در تجهیزات CB" تعریف می کند، که نشان می دهد این اصطلاح قبلاً در باند شهروندان استفاده می شد.
- فیلم کوتاه The Glitch (2008)، فیلم افتتاحیه و بهترین فینالیست علمی تخیلی در جشنواره فیلم مستقل Dragon Con در سال 2008، به آشفتگی بیننده تلویزیونی آخر شب هری اوون (اسکات چارلز بلامفین) می پردازد که تجربه «تجزیه مغزی سنگین دیجیتالی» را تجربه می کند. خرابی ها".

## همچنین ببینید
- مبهم
- هنر گلیچ
- رفع اشکال
- اشکال
- خطر (منطقی)
- اشکال سخت افزاری
- اشکال نرم افزاری